# Twice/Diskografie
Diese Diskografie ist eine Übersicht über die musikalischen Werke der südkoreanischen Girlgroup Twice. Den Quellenangaben und Schallplattenauszeichnungen zufolge hat sie bisher mehr als 35,7 Millionen Tonträger verkauft. Ihre erfolgreichste Veröffentlichung ist die Single Cheer Up mit über 2,7 Millionen verkauften Einheiten.

## Alben

### Studioalben
| Jahr                 | Titel Musiklabel                                      | Höchstplatzierung, Gesamtwochen, AuszeichnungChartplatzierungen (Jahr, Titel, Musiklabel, Platzierungen, Wochen, Auszeichnungen, Anmerkungen) | Höchstplatzierung, Gesamtwochen, AuszeichnungChartplatzierungen (Jahr, Titel, Musiklabel, Platzierungen, Wochen, Auszeichnungen, Anmerkungen) | Höchstplatzierung, Gesamtwochen, AuszeichnungChartplatzierungen (Jahr, Titel, Musiklabel, Platzierungen, Wochen, Auszeichnungen, Anmerkungen) | Höchstplatzierung, Gesamtwochen, AuszeichnungChartplatzierungen (Jahr, Titel, Musiklabel, Platzierungen, Wochen, Auszeichnungen, Anmerkungen) | Höchstplatzierung, Gesamtwochen, AuszeichnungChartplatzierungen (Jahr, Titel, Musiklabel, Platzierungen, Wochen, Auszeichnungen, Anmerkungen) | Höchstplatzierung, Gesamtwochen, AuszeichnungChartplatzierungen (Jahr, Titel, Musiklabel, Platzierungen, Wochen, Auszeichnungen, Anmerkungen) | Höchstplatzierung, Gesamtwochen, AuszeichnungChartplatzierungen (Jahr, Titel, Musiklabel, Platzierungen, Wochen, Auszeichnungen, Anmerkungen) | Anmerkungen                                                  |
| Jahr                 | Titel Musiklabel                                      | DE | AT | CH | UK | US | JP | KR | Anmerkungen                                                  |
| -------------------- | ----------------------------------------------------- | --- | --- | --- | --- | --- | --- | --- | ------------------------------------------------------------ |
| Südkoreanische Alben |                                                       | | | | | | | |                                                              |
|                      |                                                       | | | | | | | |                                                              |
| 2017                 | Twicetagram JYP Entertainment • Genie Music (JYP)     | — | — | — | — | — | JP7 (9 Wo.)JP | KR1 (103 Wo.)KR | Erstveröffentlichung 30. Oktober 2017 Verkäufe: + 349.315    |
| 2017                 | Merry & Happy a JYP Entertainment • Genie Music (JYP) | — | — | — | — | — | JP8 (9 Wo.)JP | KR1 (82 Wo.)KR | Erstveröffentlichung 11. Dezember 2017 Verkäufe: + 216.453   |
| 2020                 | Eyes Wide Open JYP Entertainment (JYP)                | — | — | — | — | US72 (1 Wo.)US | JP3 (12 Wo.)JP | KR2 ×2Doppelplatin · (71 Wo.)KR | Erstveröffentlichung: 26. Oktober 2020 Verkäufe: + 500.000   |
| 2021                 | Formula of Love: O+T=<3 JYP Entertainment (JYP)       | — | — | — | — | US3 (8 Wo.)US | JP2 (9 Wo.)JP | KR1 ×3Dreifachplatin · (49 Wo.)KR | Erstveröffentlichung: 12. November 2021 Verkäufe: + 750.000  |
| 2025                 | This Is For JYP Entertainment (JYP)                   | DE27 (2 Wo.)DE | AT30 (1 Wo.)AT | CH75 (1 Wo.)CH | — | US6 (… Wo.)US | — | KR1 (… Wo.)KR | Erstveröffentlichung: 11. Juli 2025                          |
| Japanische Alben     |                                                       | | | | | | | |                                                              |
|                      |                                                       | | | | | | | |                                                              |
| 2018                 | BDZ Warner Music (WMG)                                | — | — | — | — | — | JP1 Platin · (70 Wo.)JP | — | Erstveröffentlichung: 12. September 2018 Verkäufe: + 273.168 |
| 2019                 | &Twice Warner Music (WMG)                             | — | — | — | — | — | JP1 Platin · (45 Wo.)JP | — | Erstveröffentlichung: 20. November 2019 Verkäufe: + 250.000  |
| 2021                 | Perfect World Warner Music (WMG)                      | — | — | — | — | — | JP2 Gold · (25 Wo.)JP | — | Erstveröffentlichung: 28. Juli 2021 Verkäufe: + 100.000      |
| 2022                 | Celebrate Warner Music (WMG)                          | — | — | — | — | — | JP2 Gold · (21 Wo.)JP | — | Erstveröffentlichung: 27. Juli 2022 Verkäufe: + 100.000      |
| 2024                 | Dive Warner Music (WMG)                               | — | — | — | — | — | JP2 Gold · (24 Wo.)JP | — | Erstveröffentlichung: 17. Juli 2024 Verkäufe: + 100.000      |

### Kompilationen
| Jahr | Titel Musiklabel           | Höchstplatzierung, Gesamtwochen, AuszeichnungChartplatzierungen (Jahr, Titel, Musiklabel, Platzierungen, Wochen, Auszeichnungen, Anmerkungen) | Höchstplatzierung, Gesamtwochen, AuszeichnungChartplatzierungen (Jahr, Titel, Musiklabel, Platzierungen, Wochen, Auszeichnungen, Anmerkungen) | Höchstplatzierung, Gesamtwochen, AuszeichnungChartplatzierungen (Jahr, Titel, Musiklabel, Platzierungen, Wochen, Auszeichnungen, Anmerkungen) | Höchstplatzierung, Gesamtwochen, AuszeichnungChartplatzierungen (Jahr, Titel, Musiklabel, Platzierungen, Wochen, Auszeichnungen, Anmerkungen) | Höchstplatzierung, Gesamtwochen, AuszeichnungChartplatzierungen (Jahr, Titel, Musiklabel, Platzierungen, Wochen, Auszeichnungen, Anmerkungen) | Höchstplatzierung, Gesamtwochen, AuszeichnungChartplatzierungen (Jahr, Titel, Musiklabel, Platzierungen, Wochen, Auszeichnungen, Anmerkungen) | Höchstplatzierung, Gesamtwochen, AuszeichnungChartplatzierungen (Jahr, Titel, Musiklabel, Platzierungen, Wochen, Auszeichnungen, Anmerkungen) | Anmerkungen                                                  |
| Jahr | Titel Musiklabel           | DE | AT | CH | UK | US | JP | KR | Anmerkungen                                                  |
| ---- | -------------------------- | --- | --- | --- | --- | --- | --- | --- | ------------------------------------------------------------ |
| 2017 | #Twice Warner Music (WMG)  | — | — | — | — | — | JP2 Platin · (125 Wo.)JP | — | Erstveröffentlichung: 28. Juni 2017 Verkäufe: + 312.513      |
| 2019 | #Twice2 Warner Music (WMG) | — | — | — | — | — | JP1 Platin · (64 Wo.)JP | — | Erstveröffentlichung: 6. März 2019 Verkäufe: + 250.000       |
| 2020 | #Twice3 Warner Music (WMG) | — | — | — | — | — | JP1 Gold · (59 Wo.)JP | — | Erstveröffentlichung: 16. September 2020 Verkäufe: + 100.000 |
| 2022 | #Twice4 Warner Music (WMG) | — | — | — | — | — | JP1 Gold · (22 Wo.)JP | — | Erstveröffentlichung: 16. März 2022 Verkäufe: + 100.000      |

### Remixalben
| Jahr | Titel Musiklabel                    | Anmerkungen                             |
| ---- | ----------------------------------- | --------------------------------------- |
| 2023 | The Remixes JYP Entertainment (JYP) | Erstveröffentlichung: 22. November 2023 |

### EPs
| Jahr               | Titel Musiklabel                                             | Höchstplatzierung, Gesamtwochen, AuszeichnungChartplatzierungen (Jahr, Titel, Musiklabel, Platzierungen, Wochen, Auszeichnungen, Anmerkungen) | Höchstplatzierung, Gesamtwochen, AuszeichnungChartplatzierungen (Jahr, Titel, Musiklabel, Platzierungen, Wochen, Auszeichnungen, Anmerkungen) | Höchstplatzierung, Gesamtwochen, AuszeichnungChartplatzierungen (Jahr, Titel, Musiklabel, Platzierungen, Wochen, Auszeichnungen, Anmerkungen) | Höchstplatzierung, Gesamtwochen, AuszeichnungChartplatzierungen (Jahr, Titel, Musiklabel, Platzierungen, Wochen, Auszeichnungen, Anmerkungen) | Höchstplatzierung, Gesamtwochen, AuszeichnungChartplatzierungen (Jahr, Titel, Musiklabel, Platzierungen, Wochen, Auszeichnungen, Anmerkungen) | Höchstplatzierung, Gesamtwochen, AuszeichnungChartplatzierungen (Jahr, Titel, Musiklabel, Platzierungen, Wochen, Auszeichnungen, Anmerkungen) | Höchstplatzierung, Gesamtwochen, AuszeichnungChartplatzierungen (Jahr, Titel, Musiklabel, Platzierungen, Wochen, Auszeichnungen, Anmerkungen) | Anmerkungen                                                  |
| Jahr               | Titel Musiklabel                                             | DE | AT | CH | UK | US | JP | KR | Anmerkungen                                                  |
| ------------------ | ------------------------------------------------------------ | --- | --- | --- | --- | --- | --- | --- | ------------------------------------------------------------ |
| Südkoreanische EPs |                                                              | | | | | | | |                                                              |
|                    |                                                              | | | | | | | |                                                              |
| 2015               | The Story Begins JYP Entertainment • Genie Music (JYP)       | — | — | — | — | — | JP46 (2 Wo.)JP | KR3 (187 Wo.)KR | Erstveröffentlichung: 20. Oktober 2015 Verkäufe: + 159.621   |
| 2016               | Page Two JYP Entertainment • Genie Music (JYP)               | — | — | — | — | — | JP16 (6 Wo.)JP | KR2 (156 Wo.)KR | Erstveröffentlichung: 25. April 2016 Verkäufe: + 362.553     |
| 2016               | Twicecoaster: Lane 1 JYP Entertainment • Genie Music (JYP)   | — | — | — | — | — | JP10 (4 Wo.)JP | KR1 (131 Wo.)KR | Erstveröffentlichung: 24. Oktober 2016 Verkäufe: + 427.854   |
| 2017               | Twicecoaster: Lane 2 b JYP Entertainment • Genie Music (JYP) | — | — | — | — | — | JP13 (14 Wo.)JP | KR1 (130 Wo.)KR | Erstveröffentlichung: 20. Februar 2017 Verkäufe: + 315.118   |
| 2017               | Signal JYP Entertainment • Genie Music (JYP)                 | — | — | — | — | — | JP11 (5 Wo.)JP | KR1 (135 Wo.)KR | Erstveröffentlichung: 15. Mai 2017 Verkäufe: + 325.898       |
| 2018               | What Is Love? JYP Entertainment • Iriver (JYP)               | — | — | — | — | — | JP2 (8 Wo.)JP | KR2 ×2Doppelplatin · (96 Wo.)KR | Erstveröffentlichung: 9. April 2018 Verkäufe: + 342.760      |
| 2018               | Summer Nights c JYP Entertainment • Iriver (JYP)             | — | — | — | — | — | JP4 (13 Wo.)JP | KR1 ×2Doppelplatin · (85 Wo.)KR | Erstveröffentlichung: 9. Juli 2018 Verkäufe: + 314.475       |
| 2018               | Yes or Yes JYP Entertainment • Iriver (JYP)                  | — | — | — | — | — | JP1 (9 Wo.)JP | KR1 ×2Doppelplatin · (78 Wo.)KR | Erstveröffentlichung: 5. November 2018 Verkäufe: + 500.000   |
| 2018               | The Year of Yes d JYP Entertainment • Iriver (JYP)           | — | — | — | — | — | JP3 (10 Wo.)JP | KR2 Platin · (45 Wo.)KR | Erstveröffentlichung: 12. Dezember 2018 Verkäufe: + 250.000  |
| 2019               | Fancy You JYP Entertainment • Dreamus (JYP)                  | — | — | — | — | — | JP1 (14 Wo.)JP | KR2 ×2Doppelplatin · (85 Wo.)KR | Erstveröffentlichung: 22. April 2019 Verkäufe: + 328.477     |
| 2019               | Feel Special JYP Entertainment • Dreamus (JYP)               | — | — | — | — | — | JP3 (12 Wo.)JP | KR1 ×2Doppelplatin · (61 Wo.)KR | Erstveröffentlichung: 23. September 2019 Verkäufe: + 500.000 |
| 2020               | More & More JYP Entertainment • Dreamus (JYP)                | — | — | — | — | US200 (1 Wo.)US | JP1 (17 Wo.)JP | KR1 ×2Doppelplatin · (53 Wo.)KR | Erstveröffentlichung: 1. Juni 2020 Verkäufe: + 500.000       |
| 2021               | Taste of Love JYP Entertainment • Dreamus (JYP)              | — | — | — | — | US6 (3 Wo.)US | JP2 (9 Wo.)JP | KR2 ×2Doppelplatin · (43 Wo.)KR | Erstveröffentlichung: 11. Juni 2021 Verkäufe: + 500.000      |
| 2022               | Between 1&2 JYP Entertainment • Dreamus (JYP)                | — | — | CH72 (1 Wo.)CH | — | US3 (8 Wo.)US | — | KR2 Diamant · (29 Wo.)KR | Erstveröffentlichung: 26. August 2022 Verkäufe: + 1.000.000  |
| 2023               | Ready to Be JYP Entertainment • Dreamus (JYP)                | DE8 (5 Wo.)DE | AT11 (3 Wo.)AT | CH19 (5 Wo.)CH | — | US2 (11 Wo.)US | — | KR1 Diamant · (13 Wo.)KR | Erstveröffentlichung: 10. März 2023 Verkäufe: + 1.000.000    |
| 2024               | With You-th JYP Entertainment • Dreamus (JYP)                | DE11 (2 Wo.)DE | AT7 (2 Wo.)AT | CH19 (2 Wo.)CH | — | US1 (5 Wo.)US | — | KR4 Diamant · (7 Wo.)KR | Erstveröffentlichung: 23. Februar 2024 Verkäufe: + 1.000.000 |
| 2024               | Strategy JYP Entertainment • Dreamus (JYP)                   | DE56 (1 Wo.)DE | — | CH47 (1 Wo.)CH | — | US4 (… Wo.)US | — | KR1 ×3Dreifachplatin · (9 Wo.)KR | Erstveröffentlichung: 6. Dezember 2024 Verkäufe: + 750.000   |
| Japanische EPs     |                                                              | | | | | | | |                                                              |
|                    |                                                              | | | | | | | |                                                              |
| 2017               | What’s Twice? Warner Music (WMG)                             | — | — | — | — | — | — | — | Erstveröffentlichung: 24. Februar 2017                       |
| 2025               | #TWICE5 Warner Music (WMG)                                   | — | — | — | — | — | JP— GoldJP | — | Erstveröffentlichung: 14. Mai 2025 Verkäufe: + 100.000       |

## Singles

### Als Leadmusiker
| Jahr | Titel Album                                                                            | Höchstplatzierung, Gesamtwochen, AuszeichnungChartplatzierungen (Jahr, Titel, Album, Platzierungen, Wochen, Auszeichnungen, Anmerkungen) | Höchstplatzierung, Gesamtwochen, AuszeichnungChartplatzierungen (Jahr, Titel, Album, Platzierungen, Wochen, Auszeichnungen, Anmerkungen) | Höchstplatzierung, Gesamtwochen, AuszeichnungChartplatzierungen (Jahr, Titel, Album, Platzierungen, Wochen, Auszeichnungen, Anmerkungen) | Höchstplatzierung, Gesamtwochen, AuszeichnungChartplatzierungen (Jahr, Titel, Album, Platzierungen, Wochen, Auszeichnungen, Anmerkungen) | Höchstplatzierung, Gesamtwochen, AuszeichnungChartplatzierungen (Jahr, Titel, Album, Platzierungen, Wochen, Auszeichnungen, Anmerkungen) | Höchstplatzierung, Gesamtwochen, AuszeichnungChartplatzierungen (Jahr, Titel, Album, Platzierungen, Wochen, Auszeichnungen, Anmerkungen) | Höchstplatzierung, Gesamtwochen, AuszeichnungChartplatzierungen (Jahr, Titel, Album, Platzierungen, Wochen, Auszeichnungen, Anmerkungen) | Anmerkungen                                                                                         |
| Jahr | Titel Album                                                                            | DE | AT | CH | UK | US | JP | KR | Anmerkungen                                                                                         |
| --- | -------------------------------------------------------------------------------------- | --- | --- | --- | --- | --- | --- | --- | --------------------------------------------------------------------------------------------------- |
| Südkoreanische Singles |                                                                                        | | | | | | | | |
| |                                                                                        | | | | | | | | |
| 2015 | Like Ooh-Ahh (Ooh-Ahh 하게) The Story Begins                                           | — | — | — | — | — | JP— Gold (Streaming)JP | KR10 (49 Wo.)KR | Erstveröffentlichung: 20. Oktober 2015 Verkäufe: + 2.500.000                                        |
| 2016 | Cheer Up Page Two                                                                      | — | — | — | — | — | JP— Gold (Streaming)JP | KR1 (66 Wo.)KR | Erstveröffentlichung: 25. April 2016 Verkäufe: + 2.737.015                                          |
| 2016 | TT Twicecoaster: Lane 1                                                                | — | — | — | — | — | JP— Gold (Digital Jap. Version) + Gold (Streaming)JP                                                                                     | KR1 (44 Wo.)KR | Erstveröffentlichung: 24. Oktober 2016 · Verkäufe: + 2.600.000; + JP: Gold (Streaming Jap. Version) |
| 2017 | Knock Knock Twicecoaster: Lane 2                                                       | — | — | — | — | — | JP— Gold (Streaming)JP | KR1 (30 Wo.)KR | Erstveröffentlichung: 20. Februar 2017 Verkäufe: + 2.500.000                                        |
| 2017 | Signal                                                                                 | — | — | — | — | — | JP— Gold (Streaming)JP | KR1 (22 Wo.)KR | Erstveröffentlichung: 15. Mai 2017 Verkäufe: + 1.250.964                                            |
| 2017 | Likey Twicetagram                                                                      | — | — | — | — | — | JP— Platin (Streaming)JP | KR1 (37 Wo.)KR | Erstveröffentlichung: 30. Oktober 2017 Verkäufe: + 693.538                                          |
| 2017 | Heart Shaker Merry & Happy                                                             | — | — | — | — | — | JP— Gold (Streaming)JP | KR1 (46 Wo.)KR | Erstveröffentlichung: 11. Dezember 2017 Verkäufe: + 376.885                                         |
| 2018 | What Is Love?                                                                          | — | — | — | — | — | JP— Platin (Streaming)JP | KR1 Platin (Streaming) + Platin (Download) · (55 Wo.)KR                                                                                  | Erstveröffentlichung: 9. April 2018 Verkäufe: + 2.514.140                                           |
| 2018 | Dance the Night Away Summer Nights                                                     | — | — | — | — | — | JP— Platin (Streaming)JP | KR1 Platin (Download) + Platin (Streaming) · (95 Wo.)KR                                                                                  | Erstveröffentlichung: 9. Juli 2018 Verkäufe: + 2.500.000                                            |
| 2018 | Yes or Yes                                                                             | — | — | — | — | — | JP— Platin (Streaming)JP | KR1 Platin (Download) + Platin (Streaming) · (66 Wo.)KR                                                                                  | Erstveröffentlichung: 5. November 2018 Verkäufe: + 2.500.000                                        |
| 2018 | The Best Thing I Ever Did The Year of Yes                                              | — | — | — | — | — | — | KR27 (4 Wo.)KR | Erstveröffentlichung: 12. Dezember 2018                                                             |
| 2019 | Fancy Fancy You                                                                        | — | — | — | — | — | JP— Platin (Streaming)JP | KR3 Platin (Streaming) · (68 Wo.)KR | Erstveröffentlichung: 22. April 2019 Verkäufe: + 20.000                                             |
| 2019 | Feel Special                                                                           | — | — | — | — | — | JP— ×2Doppelplatin (Streaming)JP | KR9 (46 Wo.)KR | Erstveröffentlichung: 23. September 2019                                                            |
| 2020 | More & More                                                                            | — | — | — | — | — | JP— Platin (Streaming)JP | KR4 (29 Wo.)KR | Erstveröffentlichung: 1. Juni 2020                                                                  |
| 2020 | I Can’t Stop Me Eyes Wide Open                                                         | — | — | — | — | US— GoldUS | JP— ×2Doppelplatin (Streaming)JP | KR8 (35 Wo.)KR | Erstveröffentlichung: 26. Oktober 2020                                                              |
| 2020 | Cry for Me –                                                                           | — | — | — | — | — | JP— Gold (Streaming)JP | KR164 (1 Wo.)KR | Erstveröffentlichung: 18. Dezember 2020                                                             |
| 2021 | Alcohol-Free Taste of Love                                                             | — | — | — | — | — | JP— Gold (Streaming)JP | KR6 (22 Wo.)KR | Erstveröffentlichung: 9. Juni 2021                                                                  |
| 2021 | Scientist Formula of Love: O+T=<3                                                      | — | — | — | — | — | JP— Gold (Streaming)JP | KR32 (7 Wo.)KR | Erstveröffentlichung: 12. November 2021                                                             |
| 2022 | Talk That Talk Between 1&2                                                             | — | — | — | — | — | JP— Platin (Streaming)JP | KR20 (15 Wo.)KR | Erstveröffentlichung: 26. August 2022                                                               |
| 2023 | Set Me Free Ready to Be                                                                | — | — | — | — | — | JP— Gold (Streaming)JP | KR94 (1 Wo.)KR | Erstveröffentlichung: 10. März 2023                                                                 |
| 2024 | One Spark With You-th                                                                  | — | — | — | — | — | JP— Gold (Streaming)JP | KR126 (6 Wo.)KR | Erstveröffentlichung: 23. Februar 2024                                                              |
| 2024 | Strategy                                                                               | — | — | — | UK45 (… Wo.)UK | US62 (… Wo.)US | — | KR112 (10 Wo.)KR | Erstveröffentlichung: 6. Dezember 2024 Remix mit Megan Thee Stallion                                |
| Japanische Singles |                                                                                        | | | | | | | | |
| |                                                                                        | | | | | | | | |
| 2017 | One More Time e BDZ                                                                    | — | — | — | — | — | JP1 Platin + Gold (Streaming) · (65 Wo.)JP                                                                                               | — | Erstveröffentlichung: 18. Oktober 2017 Verkäufe: + 250.000                                          |
| 2018 | Candy Pop f BDZ                                                                        | — | — | — | — | — | JP1 Platin + Gold (Streaming) · (27 Wo.)JP                                                                                               | — | Erstveröffentlichung: 7. Februar 2018 Verkäufe: + 250.000                                           |
| 2018 | Wake Me Up g BDZ                                                                       | — | — | — | — | — | JP1 ×2Doppelplatin · (66 Wo.)JP | — | Erstveröffentlichung: 16. Mai 2018 Verkäufe: + 500.000                                              |
| 2018 | BDZ                                                                                    | — | — | — | — | — | JP— Gold (Streaming)JP | — | Erstveröffentlichung: 17. August 2018                                                               |
| 2018 | Stay by My Side BDZ (Repackage)                                                        | — | — | — | — | — | — | — | Erstveröffentlichung: 22. Oktober 2018                                                              |
| 2019 | Happy Happy &Twice                                                                     | — | — | — | — | — | JP2 Platin · (30 Wo.)JP | — | Erstveröffentlichung: 17. Juli 2019 Verkäufe: + 250.000                                             |
| 2019 | Breakthrough &Twice                                                                    | — | — | — | — | — | JP2 Platin · (28 Wo.)JP | — | Erstveröffentlichung: 24. Juli 2019 Verkäufe: + 250.000                                             |
| 2019 | Fake & True &Twice                                                                     | — | — | — | — | — | — | — | Erstveröffentlichung: 17. Oktober 2019                                                              |
| 2020 | Fanfare Perfect World                                                                  | — | — | — | — | — | JP1 Platin + Platin (Streaming) · (59 Wo.)JP                                                                                             | — | Erstveröffentlichung: 8. Juli 2020 Verkäufe: + 250.000                                              |
| 2020 | Stuck in My Head #Twice3                                                               | — | — | — | — | — | — | — | Erstveröffentlichung: 2. September 2020                                                             |
| 2020 | Better Perfect World                                                                   | — | — | — | — | — | JP2 Gold + Gold (Streaming) · (39 Wo.)JP                                                                                                 | — | Erstveröffentlichung: 18. November 2020 Verkäufe: + 100.000                                         |
| 2021 | Kura Kura Perfect World                                                                | — | — | — | — | — | JP3 Gold + Gold (Streaming) · (24 Wo.)JP                                                                                                 | — | Erstveröffentlichung: 12. Mai 2021 Verkäufe: + 100.000                                              |
| 2021 | Perfect World                                                                          | — | — | — | — | — | JP— Gold (Streaming)JP | — | Erstveröffentlichung: 30. Juni 2021                                                                 |
| 2021 | I Love You More Than Anyone (누구보다 널 사랑해) Hospital Playlist – Season 2 (O.S.T.) | — | — | — | — | — | — | KR105 (8 Wo.)KR | Erstveröffentlichung: 9. Juli 2021                                                                  |
| 2021 | Doughnut Celebrate                                                                     | — | — | — | — | — | JP3 Gold · (34 Wo.)JP | — | Erstveröffentlichung: 15. Dezember 2021 Verkäufe: + 100.000                                         |
| 2022 | Just be Yourself Celebrate                                                             | — | — | — | — | — | — | — | Erstveröffentlichung: 22. März 2022                                                                 |
| 2022 | Celebrate                                                                              | — | — | — | — | — | JP— Platin (Streaming)JP | — | Erstveröffentlichung: 27. Juli 2022                                                                 |
| 2023 | Hare Hare h Dive                                                                       | — | — | — | — | — | JP2 Gold + Gold (Streaming) · (39 Wo.)JP                                                                                                 | — | Erstveröffentlichung: 31. Mai 2023                                                                  |
| 2023 | Dance Again Dive                                                                       | — | — | — | — | — | — | — | Erstveröffentlichung: 12. Dezember 2023                                                             |
| 2024 | Dive                                                                                   | — | — | — | — | — | — | — | Erstveröffentlichung: 10. Juli 2024                                                                 |
| 2024 | The Wish –                                                                             | — | — | — | — | — | — | — | Erstveröffentlichung: 16. Dezember 2024                                                             |
| 2025 | Enemy –                                                                                | — | — | — | — | — | — | — | Erstveröffentlichung: 30. Juli 2025                                                                 |
| Englische Singles |                                                                                        | | | | | | | | |
| |                                                                                        | | | | | | | | |
| 2018 | I Want You Back BDZ                                                                    | — | — | — | — | — | JP— Gold (Streaming)JP | — | Erstveröffentlichung: 15. Juni 2018 Original: The Jackson Five                                      |
| 2021 | The Feels Formula of Love: O+T=<3                                                      | — | — | — | UK80 (1 Wo.)UK | US83 Gold · (1 Wo.)US | JP— ×2Doppelplatin (Streaming)JP | KR94 (1 Wo.)KR | Erstveröffentlichung: 1. Oktober 2021 Verkäufe: + 500.000                                           |
| 2023 | Moonlight Sunrise Ready to Be                                                          | — | — | — | — | US84 (1 Wo.)US | JP— Gold (Streaming)JP | KR152 (1 Wo.)KR | Erstveröffentlichung: 20. Januar 2023                                                               |
| 2024 | I Got You With You-th                                                                  | — | — | — | — | — | — | — | Erstveröffentlichung: 2. Februar 2024                                                               |
| 2025 | Takedown KPop Demon Hunters (O.S.T.)                                                   | — | — | — | UK35 (… Wo.)UK | US60 (… Wo.)US | — | — | Erstveröffentlichung: 27. Juni 2025 mit Chaeyoung, Jeongyeon & Jihyo                                |
| Folgende Lieder erschienen nicht als Single, wurden aber durch das Album zum Download und Streaming bereitgestellt und konnten somit eine Platzierung erlangen: |                                                                                        | | | | | | | | |
| |                                                                                        | | | | | | | | |
| 2015 | Do It Again (다시 해줘) The Story Begins                                               | — | — | — | — | — | — | KR127 (2 Wo.)KR | Charteinstieg: 27. Oktober 2015 Verkäufe: + 19.601                                                  |
| 2015 | Going Crazy (미쳤나봐) The Story Begins                                                | — | — | — | — | — | — | KR164 (1 Wo.)KR | Charteinstieg: 27. Oktober 2015 Verkäufe: + 10.882                                                  |
| 2015 | Truth The Story Begins                                                                 | — | — | — | — | — | — | KR207 (1 Wo.)KR | Charteinstieg: 27. Oktober 2015 Verkäufe: + 7.080                                                   |
| 2015 | Like a Fool The Story Begins                                                           | — | — | — | — | — | — | KR243 (1 Wo.)KR | Charteinstieg: 27. Oktober 2015 Verkäufe: + 5.895                                                   |
| 2015 | Candy Boy The Story Begins                                                             | — | — | — | — | — | — | KR268 (1 Wo.)KR | Charteinstieg: 27. Oktober 2015 Verkäufe: + 5.460                                                   |
| 2016 | Precious Love (소중한 사랑) Page Two                                                   | — | — | — | — | — | — | KR71 (1 Wo.)KR | Charteinstieg: 30. April 2016 Verkäufe: + 44.105                                                    |
| 2016 | Touchdown Page Two                                                                     | — | — | — | — | — | — | KR83 (1 Wo.)KR | Charteinstieg: 30. April 2016 Verkäufe: + 39.181                                                    |
| 2016 | Woohoo Page Two                                                                        | — | — | — | — | — | — | KR108 (1 Wo.)KR | Charteinstieg: 30. April 2016 Verkäufe: + 26.187                                                    |
| 2016 | Tuk Tok (툭하면 톡) Page Two                                                           | — | — | — | — | — | — | KR112 (1 Wo.)KR | Charteinstieg: 30. April 2016 Verkäufe: + 25.355                                                    |
| 2016 | My Headphones On (Headphone 써) Page Two                                               | — | — | — | — | — | — | KR133 (1 Wo.)KR | Charteinstieg: 30. April 2016 Verkäufe: + 23.058                                                    |
| 2016 | 1 to 10 Twicecoaster: Lane 1                                                           | — | — | — | — | — | — | KR34 (1 Wo.)KR | Charteinstieg: 30. April 2016 Verkäufe: + 51.243                                                    |
| 2016 | Ponytail Twicecoaster: Lane 1                                                          | — | — | — | — | — | — | KR66 (1 Wo.)KR | Charteinstieg: 30. April 2016 Verkäufe: + 33.140                                                    |
| 2016 | Jelly Jelly Twicecoaster: Lane 1                                                       | — | — | — | — | — | — | KR67 (1 Wo.)KR | Charteinstieg: 30. April 2016 Verkäufe: + 33.376                                                    |
| 2016 | Pit-A-Pat Twicecoaster: Lane 1                                                         | — | — | — | — | — | — | KR73 (1 Wo.)KR | Charteinstieg: 30. April 2016 Verkäufe: + 30.884                                                    |
| 2016 | Next Page Twicecoaster: Lane 1                                                         | — | — | — | — | — | — | KR76 (1 Wo.)KR | Charteinstieg: 30. April 2016 Verkäufe: + 30.583                                                    |
| 2016 | One in a Million Twicecoaster: Lane 1                                                  | — | — | — | — | — | — | KR54 (1 Wo.)KR | Charteinstieg: 30. April 2016 Verkäufe: + 40.724                                                    |
| 2017 | Ice Cream (녹아요) Twicecoaster: Lane 2                                                | — | — | — | — | — | — | KR19 (1 Wo.)KR | Charteinstieg: 25. Februar 2017 Verkäufe: + 62.170                                                  |
| 2017 | Three Times a Day (하루에 세번) Signal                                                 | — | — | — | — | — | — | KR55 (1 Wo.)KR | Charteinstieg: 20. Mai 2017 Verkäufe: + 31.780                                                      |
| 2017 | Only You (Only 너) Signal                                                              | — | — | — | — | — | — | KR54 (1 Wo.)KR | Charteinstieg: 20. Mai 2017 Verkäufe: + 32.978                                                      |
| 2017 | Hold Me Tight Signal                                                                   | — | — | — | — | — | — | KR76 (1 Wo.)KR | Charteinstieg: 20. Mai 2017 Verkäufe: + 26.658                                                      |
| 2017 | Eye Eye Eyes Signal                                                                    | — | — | — | — | — | — | KR78 (1 Wo.)KR | Charteinstieg: 20. Mai 2017 Verkäufe: + 26.411                                                      |
| 2017 | Someone Like Me Signal                                                                 | — | — | — | — | — | — | KR74 (1 Wo.)KR | Charteinstieg: 20. Mai 2017 Verkäufe: + 27.741                                                      |
| 2017 | Turtle (거북이) Twicetagram                                                            | — | — | — | — | — | — | KR25 (1 Wo.)KR | Charteinstieg: 4. November 2017 Verkäufe: + 48.485                                                  |
| 2017 | Missing U Twicetagram                                                                  | — | — | — | — | — | — | KR45 (1 Wo.)KR | Charteinstieg: 4. November 2017 Verkäufe: + 35.213                                                  |
| 2017 | Wow Twicetagram                                                                        | — | — | — | — | — | — | KR84 (1 Wo.)KR | Charteinstieg: 4. November 2017 Verkäufe: + 22.182                                                  |
| 2017 | FFW Twicetagram                                                                        | — | — | — | — | — | — | KR94 (1 Wo.)KR | Charteinstieg: 4. November 2017 Verkäufe: + 20.773                                                  |
| 2017 | 24/7 Twicetagram                                                                       | — | — | — | — | — | — | KR93 (1 Wo.)KR | Charteinstieg: 4. November 2017 Verkäufe: + 20.665                                                  |
| 2017 | Merry & Happy                                                                          | — | — | — | — | — | — | KR24 (5 Wo.)KR | Charteinstieg: 16. Dezember 2017 Verkäufe: + 100.322                                                |
| 2018 | Chillax Summer Nights                                                                  | — | — | — | — | — | — | KR65 (1 Wo.)KR | Charteinstieg 19. Juli 2018                                                                         |

### Als Gastmusiker
| Jahr | Titel Album                   | Anmerkungen                                                                                       |
| ---- | ----------------------------- | ------------------------------------------------------------------------------------------------- |
| 2024 | Mamushi (Remix) Megan: Act II | Erstveröffentlichung: 30. Oktober 2024 Megan Thee Stallion feat. Twice                            |
| 2025 | We Pray (Remix) –             | Erstveröffentlichung: 17. April 2025 Coldplay feat. Burna Boy, Elyanna, Little Simz, Tini & Twice |
| 2025 | Superstars Hella Pressure     | Erstveröffentlichung: 31. Juli 2025 Saweetie feat. Twice                                          |

## Videoalben und Musikvideos

### Videoalben
| Jahr | Titel                                                                               | Höchstplatzierung, Gesamtwochen, AuszeichnungChartplatzierungen (Jahr, Titel, Platzierungen, Wochen, Auszeichnungen, Anmerkungen) | Höchstplatzierung, Gesamtwochen, AuszeichnungChartplatzierungen (Jahr, Titel, Platzierungen, Wochen, Auszeichnungen, Anmerkungen) | Höchstplatzierung, Gesamtwochen, AuszeichnungChartplatzierungen (Jahr, Titel, Platzierungen, Wochen, Auszeichnungen, Anmerkungen) | Höchstplatzierung, Gesamtwochen, AuszeichnungChartplatzierungen (Jahr, Titel, Platzierungen, Wochen, Auszeichnungen, Anmerkungen) | Höchstplatzierung, Gesamtwochen, AuszeichnungChartplatzierungen (Jahr, Titel, Platzierungen, Wochen, Auszeichnungen, Anmerkungen) | Höchstplatzierung, Gesamtwochen, AuszeichnungChartplatzierungen (Jahr, Titel, Platzierungen, Wochen, Auszeichnungen, Anmerkungen) | Höchstplatzierung, Gesamtwochen, AuszeichnungChartplatzierungen (Jahr, Titel, Platzierungen, Wochen, Auszeichnungen, Anmerkungen) | Anmerkungen                              |
| Jahr | Titel                                                                               | DE | AT | CH | UK | US | JP | KR | Anmerkungen                              |
| ---- | ----------------------------------------------------------------------------------- | --- | --- | --- | --- | --- | --- | --- | ---------------------------------------- |
| 2016 | Twice TV 2: One in a Million JYP Entertainment • Genie Music (JYP)                  | — | — | — | — | — | — | — | Erstveröffentlichung: 29. Juli 2016      |
| 2016 | Twice TV 3: Jeju Island JYP Entertainment • Genie Music (JYP)                       | — | — | — | — | — | — | — | Erstveröffentlichung: 2. November 2016   |
| 2017 | Twice TV 4 JYP Entertainment • Genie Music (JYP)                                    | — | — | — | — | — | — | — | Erstveröffentlichung: 1. Mai 2017        |
| 2017 | Twice Super Event DVD JYP Entertainment • Genie Music (JYP)                         | — | — | — | — | — | — | — | Erstveröffentlichung: 25. August 2017    |
| 2017 | Twice Debut Showcase “Touchdown in Japan” Warner Music (WMG)                        | — | — | — | — | — | JP4 (92 Wo.)JP | — | Erstveröffentlichung: 20. Dezember 2017  |
| 2018 | Twiceland – The Opening JYP Entertainment • Genie Music (JYP)                       | — | — | — | — | — | — | — | Erstveröffentlichung: 30. Januar 2018    |
| 2018 | Twice TV 5: Twice in Switzerland JYP Entertainment • Genie Music (JYP)              | — | — | — | — | — | — | — | Erstveröffentlichung: 31. Januar 2018    |
| 2018 | Twiceland – The Opening (Encore) JYP Entertainment • Genie Music (JYP)              | — | — | — | — | — | — | — | Erstveröffentlichung: 19. Juli 2018      |
| 2018 | Twice TV 6: Twice in Singapore JYP Entertainment • Genie Music (JYP)                | — | — | — | — | — | — | — | Erstveröffentlichung: 11. September 2018 |
| 2018 | Twice Fanmeeting Once Begins JYP Entertainment • Genie Music (JYP)                  | — | — | — | — | — | — | — | Erstveröffentlichung: 21. Dezember 2018  |
| 2019 | Twice TV 2018 JYP Entertainment • Genie Music (JYP)                                 | — | — | — | — | — | — | — | Erstveröffentlichung: 18. März 2019      |
| 2019 | Twice 2nd Tour Twiceland Zone 2: Fantasy Park JYP Entertainment • Genie Music (JYP) | — | — | — | — | — | — | — | Erstveröffentlichung: 22. August 2019    |
| 2020 | Twice Dome Tour 2019 “#Dreamday” in Tokyo Dome Warner Music (WMG)                   | — | — | — | — | — | JP1 (137 Wo.)JP | — | Erstveröffentlichung: 4. März 2020       |
| 2020 | Twice World Tour 2019 ‘Twicelights’ in Seoul JYP Entertainment • Genie Music (JYP)  | — | — | — | — | — | — | — | Erstveröffentlichung: 9. Juni 2020       |
| 2022 | Twice Japan Debut 5th Anniversary “T・W・I・C・E” Warner Music (WMG)                | — | — | — | — | — | JP2 (48 Wo.)JP | — | Erstveröffentlichung: 25. Mai 2022       |
| 2022 | Twice 4th World Tour ‘III’ in Seoul JYP Entertainment • Genie Music (JYP)           | — | — | — | — | — | — | — | Erstveröffentlichung: 24. Juni 2022      |
| 2023 | Twice 4th World Tour ‘Ⅲ’ in Japan Warner Music (WMG)                                | — | — | — | — | — | JP1 (62 Wo.)JP | — | Erstveröffentlichung: 21. Februar 2023   |
| 2024 | Twice 5th World Tour ‘Ready to Be’ in Japan Warner Music (WMG)                      | — | — | — | — | — | JP2 (46 Wo.)JP | — | Erstveröffentlichung: 24. April 2024     |
| 2024 | Twice 5th World Tour ‘Ready to Be’ in Seoul JYP Entertainment • Genie Music (JYP)   | — | — | — | — | — | — | — | Erstveröffentlichung: 31. Juli 2024      |

### Musikvideos
| Jahr | Titel                                         | Regie          |
| ---- | --------------------------------------------- | -------------- |
| 2015 | Like Ooh-Ahh (Ooh-Ahh하게)                    |                |
| 2016 | Cheer Up                                      |                |
| 2016 | TT                                            |                |
| 2017 | Knock Knock                                   |                |
| 2017 | Signal                                        |                |
| 2017 | Likey                                         |                |
| 2017 | Heart Shaker                                  |                |
| 2017 | Merry & Happy                                 |                |
| 2018 | What Is Love?                                 |                |
| 2018 | Dance the Night Away                          |                |
| 2018 | Yes or Yes                                    |                |
| 2018 | The Best Thing I Ever Did (올해 제일 잘한 일) |                |
| 2019 | Fancy                                         |                |
| 2019 | Feel Special                                  |                |
| 2020 | More & More                                   |                |
| 2020 | I Can’t Stop Me                               | Lee Gi-baek    |
| 2021 | Alcohol-Free                                  |                |
| 2021 | Scientist                                     |                |
| 2022 | Talk That Talk                                |                |
| 2022 | Merry & Happy (2022)                          |                |
| 2023 | Set Me Free                                   | Yang Soon-shik |
| 2024 | One Spark                                     | Flipevil       |

| Jahr | Titel                   | Regie            |
| ---- | ----------------------- | ---------------- |
| 2017 | TT (Japanische Version) | Jimmy            |
| 2017 | One More Time           |                  |
| 2018 | Candy Pop               | Takahiko Kyōgoku |
| 2018 | Brand New Girl          | Jimmy            |
| 2018 | Wake Me Up              | Jimmy            |
| 2018 | I Want You Back         | Jimmy            |
| 2018 | BDZ                     |                  |
| 2019 | Happy Happy             |                  |
| 2019 | Breakthrough            |                  |
| 2019 | Fake & True             |                  |
| 2020 | Fanfare                 | Jakyoung Kim     |
| 2020 | Better                  | Beomjin          |
| 2021 | Kura Kura               | Yoojeong Ko      |
| 2021 | Perfect World           | Yoojeong Ko      |
| 2021 | Doughnut                | Jeong Nuri       |
| 2022 | Celebrate               |                  |
| 2023 | Hare Hare               |                  |
| 2024 | Dive                    |                  |
| 2025 | Enemy                   |                  |

| Jahr | Titel             | Regie      |
| ---- | ----------------- | ---------- |
| 2018 | I Want You Back   | Jimmy      |
| 2021 | The Feels         | Oui Kim    |
| 2023 | Moonlight Sunrise | Kim In-tae |
| 2024 | I Got You         | Guzza      |
| 2024 | Strategy          | Lafic      |
| 2024 | Strategy          |            |
| 2025 | This Is For       |            |

## Sonderveröffentlichungen
| Jahr | Titel Album                   | Anmerkungen                                                            |
| ---- | ----------------------------- | ---------------------------------------------------------------------- |
| 2024 | Mamushi (Remix) Megan: Act II | Erstveröffentlichung: 25. Oktober 2024 Megan Thee Stallion feat. Twice |
| 2025 | Superstars Hella Pressure     | Erstveröffentlichung: 1. August 2025 Saweetie feat. Twice              |

| Jahr | Titel Album           | Anmerkungen                                                                            |
| ---- | --------------------- | -------------------------------------------------------------------------------------- |
| 2020 | I’ll Show You All Out | Erstveröffentlichung: 6. November 2020 mit Bekuh Boom & Annika Wells als Teil von K/DA |

| Jahr | Titel Soundtrack                                                              | Anmerkungen                                                          |
| ---- | ----------------------------------------------------------------------------- | -------------------------------------------------------------------- |
| 2021 | I Love You More Than Anyone (누구보다 널 사랑해) Hospital Playlist – Season 2 | Erstveröffentlichung: 24. September 2021                             |
| 2025 | Strategy KPop Demon Hunters                                                   | Erstveröffentlichung: 20. Juni 2025                                  |
| 2025 | Takedown KPop Demon Hunters                                                   | Erstveröffentlichung: 20. Juni 2025 mit Chaeyoung, Jeongyeon & Jihyo |

## Statistik

### Chartauswertung
|                     | DE    | AT    | CH    | UK    | US    | JP     | KR     |
| ------------------- | ----- | ----- | ----- | ----- | ----- | ------ | ------ |
| Nummer-eins-Alben   | DE—DE | AT—AT | CH—CH | UK—UK | US1US | JP8JP  | KR13KR |
| Top-10-Alben        | DE1DE | AT1AT | CH—CH | UK—UK | US7US | JP23JP | KR21KR |
| Alben in den Charts | DE4DE | AT3AT | CH5CH | UK—UK | US9US | JP27JP | KR21KR |

|                       | DE    | AT    | CH    | UK    | US    | JP     | KR     |
| --------------------- | ----- | ----- | ----- | ----- | ----- | ------ | ------ |
| Nummer-eins-Singles   | DE—DE | AT—AT | CH—CH | UK—UK | US—US | JP4JP  | KR9KR  |
| Top-10-Singles        | DE—DE | AT—AT | CH—CH | UK—UK | US—US | JP10JP | KR15KR |
| Singles in den Charts | DE—DE | AT—AT | CH—CH | UK3UK | US4US | JP10JP | KR53KR |

|                          | DE    | AT    | CH    | UK    | US    | JP    | KR    |
| ------------------------ | ----- | ----- | ----- | ----- | ----- | ----- | ----- |
| Nummer-eins-Videoalben   | DE—DE | AT—AT | CH—CH | UK—UK | US—US | JP2JP | KR—KR |
| Top-10-Videoalben        | DE—DE | AT—AT | CH—CH | UK—UK | US—US | JP5JP | KR—KR |
| Videoalben in den Charts | DE—DE | AT—AT | CH—CH | UK—UK | US—US | JP5JP | KR—KR |

### Auszeichnungen für Musikverkäufe
| Goldene Schallplatte - Brasilien - 2024: für die Single Fancy |

Anmerkung: Auszeichnungen in Ländern aus den Charttabellen bzw. Chartboxen sind in ebendiesen zu finden.
| Land/RegionAuszeichnungen für Musikverkäufe (Land/Region, Auszeichnungen, Verkäufe, Quellen) | Gold       | Platin       | Diamant     | Verkäufe   | Quellen              |
| -------------------------------------------------------------------------------------------- | ---------- | ------------ | ----------- | ---------- | -------------------- |
| Brasilien (PMB)                                                                              | Gold1      | —            | —           | 20.000     | pro-musicabr.org.br  |
| Japan (RIAJ)                                                                                 | 32× Gold32 | 26× Platin26 | —           | 3.850.000  | riaj.or.jp JP2 JP3 k |
| Südkorea (KMCA)                                                                              | —          | 30× Platin30 | 3× Diamant3 | 16.250.000 | circlechart.kr       |
| Vereinigte Staaten (RIAA)                                                                    | 2× Gold2   | —            | —           | 1.000.000  | riaa.com             |
| Insgesamt                                                                                    | 35× Gold35 | 56× Platin56 | 3× Diamant3 |            |                      |